# 雷鬼 (妖怪)
雷鬼，是中国传说的妖怪，记载在《神仙传》、《搜神记》、《夷堅志》、《宣室志》、《聊斋志异》，拉祜族亦有传说。《夷堅志·扬州雷鬼》记载忽然天空雷雨大作，然后一个身长三尺且脸和肌肤青的鬼从天上掉下来

## 概要
能悬浮空中两米多高，常自己单独行动出来害人，据说是被雷电击死的人的魂魄。样貌头似猿猴、嘴唇像朱砂。眼睛像镜面，身高六尺，皮肤青绿色。背后有青绿色的翅膀，翼展超过一丈，尾巴像豹，手脚黄色,出现会伴随雷鸣闪电。手持武器为长棍或板斧，会飞在天上引导雷电伤人。

## 参看
中国妖怪列表
雷神 (日本)